# Košarka na OI 2008.
Košarka na Olimpijskim igrama se prvi puta pojavila kao demonstracijski sport još na Igrama u St. Louisu 1904. godine. U službeni program je taj sport uvršten na Igrama u Berlinu 1936. godine, i to samo u muškoj konkurenciji. Od tada je muška košarka bila u programu svih daljnjih izdanja ljetnih Olimpijskih igara. Košarka za žene je uključena u program Igara u Montrealu 1976. godine.

## Muška

### Izlučni kriterij
| Muška košarka                        | Nadnevak                       | Domaćin         | Broj mjesta | Izborili sudjelovanje   |
| ------------------------------------ | ------------------------------ | --------------- | ----------- | ----------------------- |
| Domaćin                              | -                              | -               | 1           | Kina*                   |
| Svjetsko prvenstvo u košarci 2006.   | 12. – 23. rujna 2006.          | Japan           | 1           | Španjolska              |
| Afričko prvenstvo u košarci 2007.    | 15. – 26. kolovoza 2007.       | Angola          | 1           | Angola                  |
| Azijsko prvenstvo u košarci 2007.    | 28. srpnja - 5. kolovoza 2007. | Japan, Tokušima | 1           | Iran                    |
| Američko prvenstvo u košarci 2007.   | 22. kolovoza - 2. rujna 2007.  | SAD, Las Vegas  | 2           | SAD Argentina           |
| Europsko prvenstvo u košarci 2007.   | 3. – 16. rujna 2007.           | Španjolska      | 2           | Rusija Litva            |
| Oceanijsko prvenstvo u košarci 2007. | 20. – 24. kolovoza 2007.       | Australija      | 1           | Australija              |
| Olimpijski izlučni turnir            | 14. – 20. srpnja 2008.         | Grčka, Atena    | 3           | Hrvatska Grčka Njemačka |
| Ukupno                               |                                |                 | 12          |                         |

### Ždrijeb skupina
| Skupina A  | Skupina B  |
| ---------- | ---------- |
| Hrvatska   | Kina       |
| Iran       | Grčka      |
| Litva      | Njemačka   |
| Argentina  | Angola     |
| Rusija     | Španjolska |
| Australija | SAD        |

## Ženska

### Izlučni kriterij
| Ženska košarka                             | Nadnevak                     | Domaćin               | Broj mjesta | Izborili sudjelovanje                     |
| ------------------------------------------ | ---------------------------- | --------------------- | ----------- | ----------------------------------------- |
| Domaćin                                    | -                            | -                     | 1           | Kina*                                     |
| Svjetsko prvenstvo u košarci za žene 2006. | 12. – 23. rujna 2006.        | Brazil                | 1           | Australija                                |
| Afričko prvenstvo u košarci za žene 2007.  | 21. – 30. rujna 2007.        | Senegal               | 1           | Mali                                      |
| Azijsko prvenstvo u košarci za žene 2007.  | 3. – 10. lipnja 2007.        | Incheon, Južna Koreja | 1           | Južna Koreja                              |
| Američko prvenstvo u košarci za žene 2007. | 24. rujna-7. listopada 2007. | Valdivia, Čile        | 1           | SAD                                       |
| Europsko prvenstvo u košarci za žene 2007. | 24. rujna-7. listopada 2007. | Italija               | 1           | Rusija                                    |
| Prvenstvo Oceanije u košarci za žene 2007. | 20-24. kolovoza 2007.        | Dunedin, Novi Zeland  | 1           | Novi Zeland                               |
| Olimpijski izlučni turnir                  | 9. – 15. lipnja 2008         | Atena, Grčka          | 5           | Brazil Španjolska Češka Litva Bjelorusija |
| Ukupno                                     |                              |                       | 12          |                                           |

### Ždrijeb skupina
| Skupina A    | Skupina B   |
| ------------ | ----------- |
| Australija   | Kina        |
| Bjelorusija  | Češka       |
| Brazil       | Mali        |
| Južna Koreja | Novi Zeland |
| Litva        | Španjolska  |
| Rusija       | SAD         |

## Osvajači medalja
| Disciplina | Zlato | Srebro | Bronca |
| Muškarci   | SAD - Deron Williams - Chris Paul - Jason Kidd - Kobe Bryant - Dwyane Wade - Michael Redd - LeBron James - Carmelo Anthony - Tayshaun Prince - Carlos Boozer - Chris Bosh - Dwight Howard - Izbornik: Mike Krzyzewski              | Španjolska - Pau Gasol - Rudy Fernández - Ricky Rubio - Juan Carlos Navarro - José Manuel Calderón - Felipe Reyes - Carlos Jiménez - Raül López - Berni Rodríguez - Marc Gasol - Álex Mumbrú - Jorge Garbajosa - Izbornik: Aíto García Reneses | Argentina - Luis Scola - Emanuel Ginóbili - Román González - Fabricio Oberto - Pablo Prigioni - Antonio Porta - Carlos Delfino - Paolo Quinteros - Leonardo Gutiérrez - Andrés Nocioni - Juan Pedro Gutiérrez - Federico Kammerichs - Izbornik: Sergio Hernández  |
| Žene       | SAD - Cappie Pondexter - Seimone Augustus - Sue Bird - Kara Lawson - DeLisha Milton-Jones - Lisa Leslie - Tamika Catchings - Tina Thompson - Diana Taurasi - Sylvia Fowles - Katie Smith - Candace Parker - Izbornik: Anne Donovan | Australija - Erin Phillips - Tully Bevilaqua - Jennifer Screen - Penny Taylor - Suzy Batkovic - Hollie Grima - Kristi Harrower - Laura Summerton - Belinda Snell - Emma Randall - Rohanee Cox - Lauren Jackson - Izbornik: Jan Stirling        | Rusija - Becky Hammon - Oksana Rahmatulina - Marina Karpunina - Ilona Korstin - Marina Kuzina - Maria Stepanova - Ekaterina Lisina - Irina Osipova - Tatjana Ščegoleva - Irina Sokolovskaja - Svetlana Abrosimova - Natalija Vodopijanova - Izbornik: Igor Grudin |

## Poveznice
- Košarka na Olimpijskim igrama

| Košarka na Olimpijskim igrama | Košarka na Olimpijskim igrama | Košarka na Olimpijskim igrama |
| ----------------------------- | --- | ----------------------------- |
|                               | |                               |
|                               | Berlin 1936. \| London 1948. \| Helsinki 1952. \| Melbourne 1956. \| Rim 1960. \| Tokio 1964. \| Mexico City 1968. \| München 1972. \| Montreal 1976. \| Moskva 1980. \| Los Angeles 1984. \| Seoul 1988. \| Barcelona 1992. \| Atlanta 1996. \| Sydney 2000. \| Atena 2004. \| Peking 2008. \| London 2012. \| Rio de Janeiro 2016. \| Tokio 2020. \| Pariz 2024. |                               |

| Košarka na Olimpijskim igrama | Košarka na Olimpijskim igrama | Košarka na Olimpijskim igrama |
| ----------------------------- | --- | ----------------------------- |
|                               | |                               |
|                               | Berlin 1936. \| London 1948. \| Helsinki 1952. \| Melbourne 1956. \| Rim 1960. \| Tokio 1964. \| Mexico City 1968. \| München 1972. \| Montreal 1976. \| Moskva 1980. \| Los Angeles 1984. \| Seoul 1988. \| Barcelona 1992. \| Atlanta 1996. \| Sydney 2000. \| Atena 2004. \| Peking 2008. \| London 2012. \| Rio de Janeiro 2016. \| Tokio 2020. \| Pariz 2024. |                               |

| Košarkaška natjecanja u sezoni 2008./09. | Košarkaška natjecanja u sezoni 2008./09.                                   |
| ---------------------------------------- | -------------------------------------------------------------------------- |
|                                          |                                                                            |
| Košarkaške lige                          | NLB liga 2008./09. \| A-1 HKL 2008./09. \| 1. A SKL 2008./09.              |
|                                          |                                                                            |
| Europska košarkaška natjecanja           | Euroliga 2008./09. \| EuroChallenge 2008./09. \| ULEB Eurokup 2008./09. \| |
|                                          |                                                                            |
| Američka košarkaška natjecanja           | NBA 2008./09.                                                              |
|                                          |                                                                            |
| Europska prvenstva                       | Europsko prvenstvo u košarci – Poljska 2009.                               |
|                                          |                                                                            |
| Olimpijske igre                          | XXIX. Olimpijske igre - Peking 2008.                                       |

| Košarkaška natjecanja u sezoni 2008./09. | Košarkaška natjecanja u sezoni 2008./09.                                   |
| ---------------------------------------- | -------------------------------------------------------------------------- |
|                                          |                                                                            |
| Košarkaške lige                          | NLB liga 2008./09. \| A-1 HKL 2008./09. \| 1. A SKL 2008./09.              |
|                                          |                                                                            |
| Europska košarkaška natjecanja           | Euroliga 2008./09. \| EuroChallenge 2008./09. \| ULEB Eurokup 2008./09. \| |
|                                          |                                                                            |
| Američka košarkaška natjecanja           | NBA 2008./09.                                                              |
|                                          |                                                                            |
| Europska prvenstva                       | Europsko prvenstvo u košarci – Poljska 2009.                               |
|                                          |                                                                            |
| Olimpijske igre                          | XXIX. Olimpijske igre - Peking 2008.                                       |